# Ватанабэ, Маю
Ма́ю Ватана́бэ (яп. 渡辺 麻友 Ватанабэ Маю, род. 26 марта 1994 года, префектура Сайтама) — японский идол, певица и актриса, бывшая участница японской поп-группы AKB48. В декабре 2006 вступила в группу в качестве участницы команды B, после чего, 24 августа 2012 года, была переведена в Команду A. 24 февраля 2014 вновь вернулась в команду B..

## Биография
Ма́ю Ватана́бэ родилась 26 марта 1994 года в префектуре Сайтама, Япония. В её семье, кроме её самой, было ещё два ребёнка — две девочки. Маю часто говорит, что лицом очень похожа на свою мать. Имя девочке дала её бабушка, которая хотела, чтобы Маю быстро росла и имела много друзей. До прослушивания в AKB48 Маю часто проводила время за компьютером, поэтому носит очки и контактные линзы. В школе юная Ватанабэ занималась в клубе духовых инструментов, а также состояла в комитете здоровья.

### 2006—2009
В 2006 Маю принимала участие в прослушивании во второе поколение, оригинальную команду K, но провалила его. Через 8 месяцев она прошла прослушивание в оригинальную команду B.
Начиная с сингла «BINGO!»*, Маю принимала участие в титульных треках всех синглов AKB48.
24 июня 2009 состоялись 1-е Королевские выборах сембацу, где Маю заняла 4-е место, где набрала 2625 голосов..
Также, в 2009 году из 4-х участниц AKB48 был сформирован юнит Watarirouka Hashiritai, одной из участниц стала Маю. За год юнит выпустил 3-и сингла: Hatsukoi Dash/Aoi Mirai, Yaruki Hanabi и Kanpeki Gu~no ne.
В 2009 году вышел фильм "Three-Day Boys", в списке ролей которого значилась Ватанабэ Маю.

### 2010
С 8 января по 26 марта шёл показ дорамы Majisuka Gakuen, в съемках которой принимали участницы AKB48, в том числе Ватанабэ Маю.
В феврале 2010 в состав Watarirouka Hashiritai была добавлена пятая участница Кикути Аяка. За год вышли ещё три сингла юнита: Akkanbe Bashi, Seishun no Flag и Gyu.
В июне этого же года в юнит добавились ещё две участницы: Иваса Мисаки и Комори Мика. Юнит получил новое название — Watarirouka Hashiritai 7, однако первый сингл с семью участницами и новым названием юнита вышел лишь в 2011 году.
Также, в июне 2010 состоялись 2-е Королевские выборах сембацу. На них Маю заняла 5-е место, набрав 20088 голосов..
21 сентября 2010 прошёл 1-й Джанкен турнир. Маю проиграла Маэде Ацуко уже во втором раунде, тем самым не попав в сембацу 19-го сингла.
В конце октября 2010 года Маю появилась на обложке декабрьского номера журнала «UP to boy» вместе с Айри Судзуки из группы °C-ute в первой фотоколлаборации между Hello! Project и AKB48.
13 октября у Watarirouka Hashiritai вышел первый альбом под названием Rouka wa Hashiru na!.

### 2011
С 26 февраля по 2 марта на Nippon Television показывалась дорама с участницами AKB48 Sakura Kara no Tegami.
С января по март показывался второй сезон дорамы Majisuka Gakuen. На этот раз у Маю была одна из главных ролей.
13 мая вышел первый фотобук Маю под названием Mayuyu.
9 июня были оглашены результаты 3-х Королевских выборов сембацу. Маю набрала 59118 голосов, вновь заняв 5-е место.
20 сентября прошёл 2-й Джанкен турнир, и в этот раз, как и в прошлый, Маю не удалось стать участницей сембацу. Она проиграла Кувабаре Мидзуки в третьем раунде.
В 2011 году бнит Watarirouka Hashiritai 7 выпустил три сингла: Valentine kiss, Hetappi Wink и Kibou Sanmyaku и одно DVD — Hashire Natsuyasumi.

### 2012
30 мая вышел последний сингл Watarirouka Hashiritai 7 — Shounen yo Uso wo Tsuke!.
C 3 января по 7 апреля по TV Tokyo шёл показ дорамы Saba Doru, где Маю исполнила главную роль. В дораме звучала песня из первого сингла Маю.
За год Маю выпустила три сингла: Synchro Tokimeki, Otona Jelly Beans и Hikaru Monotachi.
С 29 апреля по 22 июля транслировалось аниме AKB0048, в котором Маю озвучила одну из главных героинь — Соно Тиёри. С выходом аниме был создан новый юнит из участниц AKB48, которые озвучивали героинь. Название юнита — NO NAME.
1 августа у NO NAME вышел первый сингл — Kibou ni Tsuite.
6 июня прошли очередные, 4-е Королевские выборы сембацу. Маю заняла 2-е место, набрав 72574 голосов.
На 3-м Джанкен турнире удача вновь подвела Маю. Ватанабэ Маю проиграла Утида Маюми в третьем раунде.
24 августа Маю перевели в команду А.

### 2013
С 5 января по 30 марта шёл показ второго сезона аниме AKB0048 под названием AKB0048: Next stage.
19 марта вышел второй фотобук Ватанабэ Маю — Seifuku Zukan Saigo no Seifuku.
10 апреля вышел второй и последний сингл юнита NO NAME — Kono Namida wo Kimi ni Sasagu.
8 июля был показан небольшой фильм под названием Fortune Cookies. Ватанабэ Маю сыграла в нём одну из ролей.
10 июля свет увидел четвёртый сингл Ватанабэ Маю — Rappa Renshuu-Chuu. На сайте Pixiv заранее объявили конкурс. Лучшие работы вошли в артбук, который продавался с лимитированным изданием сингла.
14 ноября было объявленo, что юнит Watarirouka Hashiritai 7 будет расформирован.
25 декабря Watarirouka Hashiritai 7 выпустили свой последний альбом перед выпуском. Название альбома — Watarirouka wo Yukkuri Arukitai.
В 2013 году прошёл показ трехсерийной дорамы So Long!, приуроченной к выходу одноимённого сингла, где Маю стала центром. В первой серии дорамы Маю сыграла главную роль.
На 5-х Королевских выборах сембацу Маю заняла 3-е место, набрав 101210 голосов.
Очередной проигрыш в третьем раунде 3-го Джанкен турнира не позволил Маю войти в сембацу. Победу над Маю одержала Цутиасу Мидзуки.

## Сольная дискография и видеография

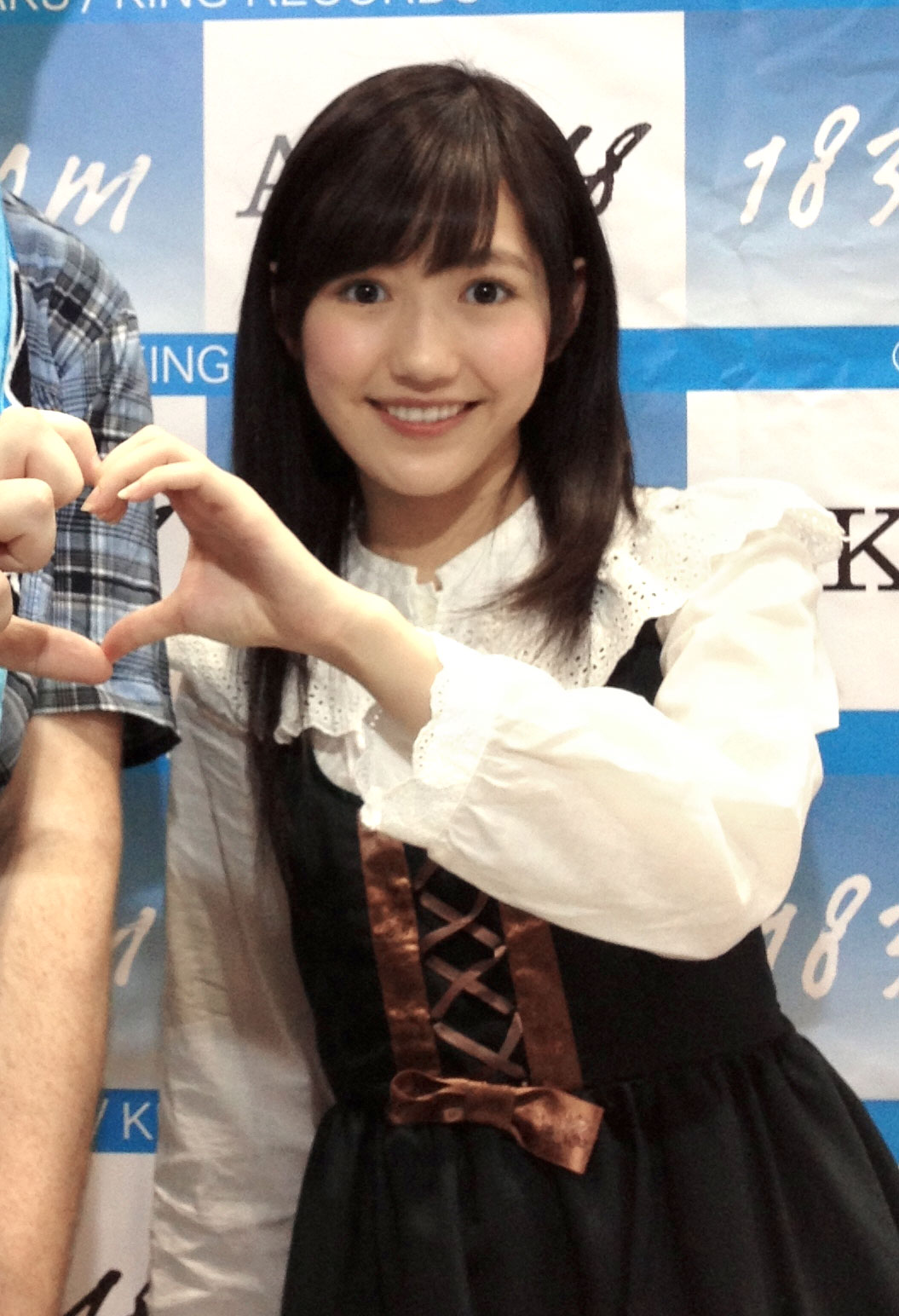

### Синглы
| Год  | № | Название                                               | Дата выпуска    | Наивысшая позиция           | Наивысшая позиция       | Наивысшая позиция        | Продажи (Oricon) | Продажи (Oricon) |
| Год  | № | Название                                               | Дата выпуска    | Oricon Weekly Singles Chart | Billboard Japan Hot 100 | RIAJ Digital Track Chart | Продажи (Oricon) | Продажи (Oricon) |
| Год  | № | Название                                               | Дата выпуска    | Oricon Weekly Singles Chart | Billboard Japan Hot 100 | RIAJ Digital Track Chart | Первая неделя    | Всего            |
| ---- | - | ------------------------------------------------------ | --------------- | --------------------------- | ----------------------- | ------------------------ | ---------------- | ---------------- |
| 2012 | 1 | «Synchro Tokimeki» (яп. シンクロときめき)              | 29 февраля 2012 | 2                           | 2                       | 9                        | 123 237          | 158 884          |
| 2012 | 2 | «Otona Jellybeans» (яп. 大人ジェリービーンズ)          | 25 июля 2012    | 3                           | 3                       | 9                        | 87 993           | 109 309          |
| 2012 | 3 | «Hikaru Monotachi» (яп. ヒカルものたち)                | 21 ноября 2012  | 1                           | 3                       |                          | 91 907           | 122 381          |
| 2013 | 3 | «Rappa Renshuchu» (яп. ラッパ練習中 Rappa Renshuuchuu) | 10 июля 2013    | 3                           | 5                       |                          | 67 329           |                  |

### Музыкальные видео
| Сингл № | Название            | Официальное видео на YouTube |
| ------- | ------------------- | ---------------------------- |
| 1       | «Synchro Tokimeki»  | смотреть                     |
| 2       | «Otona Jellybeans»  | смотреть                     |
| 3       | «Hikaru Monotachi»  | смотреть                     |
| 3       | «Sayonara no Hashi» | смотреть                     |
| 3       | «Rappa Renshuchu»   | смотреть                     |

## Дискография в составе групп
AKB48
- BINGO!
- Boku no Taiyou (яп. 僕の太陽)
- Yuuhi wo Miteiru ka? (яп. 夕陽を見ているか？)
- Romance, Irane (яп. ロマンス、イラネ)
- Sakura no Hanabiratachi 2008 (яп. 桜の花びらたち2008)
- Baby! Baby! Baby!
- Oogoe Diamond (яп. 大声ダイヤモンド)
- 10nen Zakura (яп. 10年桜)
- Namida Surprise! (яп. 涙サプライズ！)
- Iiwake Maybe (яп. 言い訳Maybe)
- RIVER
- Sakura no Shiori (яп. 桜の栞)
  - Majisuka Rock 'n' Roll (яп. マジスカロックンロール)
- Ponytail to Chou Chou (яп. ポニーテールとシュシュ)
  - Majijo Teppen Blues (яп. マジジョテッペンブルース)
- Heavy Rotation (яп. ヘビーローテーション)
  - Lucky Seven (яп. ラッキーセブン)
  - Yasai Sisters (яп. 野菜シスターズ)
- Beginner
- на сингле Chance no Junban (яп. チャンスの順番)
  - Yoyaku shita Christmas (яп. 予約したクリスマス)
  - LOVE JUMP — Team B
- Sakura no Ki ni Narou (яп. 桜の木になろう)
- Dareka no Tame ni ~What can I do for someone?~ (яп. 誰かのために ~What can I do for someone?~)
- Everyday, Kachuusha (Everyday, катюша) (яп. Everyday、カチューシャ)

Watarirouka Hashiritai (яп. 渡り廊下走り隊)
- Hatsukoi Dash/Aoi Mirai (яп. 初恋ダッシュ/青い未来)
- Yaruki Hanabi (яп. やる気花火)
- Kanpeki Guu no ne (яп. 完璧ぐ～のね)
- Akkanbe Bashi (яп. アッカンベー橋)
- Seishun no Flag (яп. 青春のフラッグ)
- Gyu (яп. ギュッ)
- Valentine Kiss (яп. )

## Театральные выступления

### Ю́ниты
Team B 1st Stage «Seishun Girls» (яп. チームВ 1st Stage 「青春ガールズ」)
- Ame no Dōbutsuen (яп. 雨の動物園)
- Fusidara na Natsu (яп. ふしだらな夏)

Team B 2nd Stage «Aitakatta» (яп. チームB 2nd Stage 「会いたかった」)
- Nageki no Figure (яп. 嘆きのフィギュア)
- Nagisa no CHERRY (яп. 渚のCHERRY)
- Senaka Kara Dakishimete (яп. 背中から抱きしめて)
- Rio no Kakumei (яп. リオの革命)
- Skirt, Hirari (яп. スカート、ひらり)

Team B 3rd Stage «Pajama Drive» (яп. チームB 3rd Stage 「パジャマドライブ」)
- Pajama Drive (яп. パジャマドライブ)

Team B 4th Stage «Idol no Yoake» (яп. チームB 4th Stage 「アイドルの夜明け」)
- Zannen Shoujo (яп. 残念少女)

Team B 5th Stage «Theater no Megami» (яп. チームB 5th Stage 「シアターの女神」)
- Hatsukoi yo Konnichiwa (яп. 初恋よ　こんにちは)

## Фильмография
| Год  |   | Название                                                        | Роль                                                          |
| ---- | - | --------------------------------------------------------------- | ------------------------------------------------------------- |
| 2010 | ф | Three Day Boys (яп. スリーデイボーイズ)                         | Имя персонажа не указано                                      |
| 2010 | с | Majisuka Gakuen (яп. マジすか学園, 8 января–26 марта 2010 года) | Нэдзуми (яп. ネズミ, эп. 3—6, 8—12)                           |
| 2012 | с | Saba Doru (яп. サバドル, 13 января - 6 апреля 2012 года)        | саму себя и школьную учительницу Уса Сидзими (яп. 宇佐しじみ) |

### Фотокниги
- B.L.T.